# Andfänge
Andfänge eller Andkoja är en anläggning som byggs för att fånga änder levande.
Från en damm eller ett större vatten leder avsmalnande gångar täckta av ryssjor eller mjärdar in i andfänget, varifrån änderna sedan inte kommer ut. Ofta används tama änder i anfänget för att öka effektiviteten och locka änderna in i fällan. Jaktmetoden har flerhundraåriga traditioner främst i Nederländerna, Belgien och Storbritannien. Liknande fällor används även vid ringmärkning av fåglar.